# Диртутьгольмий
Диртутьгольмий — бинарное неорганическое соединение
гольмия и ртути
с формулой HoHg2,
кристаллы.

## Получение
- Сплавление стехиометрических количеств чистых веществ в инертной атмосфере:

{\displaystyle {\mathsf {Ho+2Hg\ {\xrightarrow {550^{o}C}}\ HoHg_{2}}}}

## Физические свойства
Диртутьгольмий образует кристаллы
гексагональной сингонии,
пространственная группа P 6/mmm,
параметры ячейки a = 0,4798 нм, c = 0,3470 нм, Z = 1,
структура типа диборида алюминия AlB2
.
Соединение образуется по перитектической реакции при температуре 550 °C  или
конгруэнтно плавится при температуре ≈1100 °C .